# Beautiful (Akon)
Beautiful è una canzone del cantante statunitense Akon, pubblicata come quinto singolo estratto dall'album Freedom del 2008. La canzone, scritta da Aliaune Thiam, Jason Harrow, Colby Colon e J. Wesley, vede la partecipazione di Colby O'Donis e Kardinal Offishall.

## Video musicale
Akon ha inizialmente pubblicato un filmato sul proprio canale YouTube, comunicando che era in procinto di girare il video per Beautiful. Il video è stato infatti reso disponibile nei primi periodi di gennaio. Al video è stato legato anche un concorso di MTV, che avrebbe fatto partecipare il vincitore alla realizzazione del video. Inoltre nel video, compaiono oltre a Colby O'Donis e Kardinal Offishall, anche Tyrese, A.R. Rahman, Harpreet Singh Lubana e Sean Kingston. Il video è stato presentato in anteprima su Yahoo! Music il 24 febbraio., e lo stesso giorno è stato reso disponibile su iTunes.

## Tracce
CD Single - UK
1. Beautiful (Radio Edit)
2. I'm So Paid

## Classifiche
| Classifica (2008-2009)               | Posizione più alta |
| ------------------------------------ | ------------------ |
| Australia                            | 22                 |
| Canada                               | 16                 |
| Nuova Zelanda                        | 13                 |
| Norvegia                             | 16                 |
| Irlanda                              | 13                 |
| Israele                              | 10                 |
| Lituania                             | 26                 |
| Svezia                               | 28                 |
| Turchia                              | 12                 |
| Regno Unito                          | 8                  |
| Regno Unito - R&B Chart              | 3                  |
| U.S. Billboard Hot 100               | 19                 |
| U.S. Billboard Hot R&B/Hip-Hop Songs | 61                 |
| U.S. Billboard Pop 100               | 15                 |

## Altre versioni
In seguito alla pubblicazione di Beautiful sono state fatte altre versioni:
- Beautiful (featuring Dulce María)
- Beautiful (featuring Negra Li)